# 鹿毛信盛
鹿毛 信盛（かげ のぶもり、1850年2月26日（嘉永3年1月15日）- 1914年（大正3年）9月9日）は、日本の実業家、政治家。貴族院多額納税者議員。

## 経歴
筑後国御井郡、後の金島村（現福岡県久留米市）で、鹿毛佐金次の長男として生まれる。嘉永6年（1853年）に家督を相続した。
1878年（明治11年）以降、福岡第十七国立銀行（現福岡銀行）取締役、甘泉社社長、金島銀行頭取、福岡県御井郡農業組合長、両筑十二郡精藍組組長、久留米絣同業組合組長、久留米絣株式会社代表などを務めた。
政界では、福岡県会議員となり、また、1890年（明治23年）9月29日、貴族院多額納税者議員に任じられ、1897年（明治30年）9月28日の任期満了まで1期在任した。